# Agapetes mondangensis
Agapetes mondangensis är en ljungväxtart som beskrevs av Hen Li. Agapetes mondangensis ingår i släktet Agapetes och familjen ljungväxter. Inga underarter finns listade i Catalogue of Life.